# MPICH
이전 MPICH2로 널리 알려진 MPICH는 병렬 컴퓨팅에 사용되는 분산 메모리 응용 프로그램의 메시지 전달 표준 인 MPI의 자유롭게 사용할 수 있는 이식 가능한 구현 버전이다. MPICH는 미국 정부 기관이 개발한 퍼블릭 도메인으로 무료 및 오픈 소스 소프트웨어이며 리눅스 및 Mac OS X를 포함한 대부분의 유닉스 계열 OS에서 사용할 수 있다.
2018년 현재 MPICH3버전까지 발전하였다.
MPICH는 MPI 프로토콜을 준수함으로써 다른 MPI버전과의 호환성을 유지함에도 불구하고 사실상 표준으로 여겨지고 있다.

## 역사
아곤 국립 연구소는 공개 소프트웨어로 초기 버전 (MPICH-1)을 개발했다. 이름의 CH 부분은 MPICH의 창시자 윌리엄 그롭(William Gropp)이 개발한 휴대용 병렬 프로그래밍 라이브러리인 "Chameleon"에서 파생되었다.

## 같이 보기
- openMPI
- 클러스터 컴퓨팅
- 베오울프 클러스터